# Frans Thijssen
Frans Thijssen, celým jménem Franciscus Johannes Thijssen (* 23. ledna 1952 Malden) je bývalý nizozemský fotbalový záložník, známý také jako Tichý Frans.

## Klubová kariéra
Začínal v rodném městě v klubu SV Juliana '31. Od roku 1970 hrál nejvyšší soutěž za NEC Nijmegen. Po třech sezónách přestoupil do FC Twente, s nímž postoupil do finále Poháru UEFA 1974/75 a v roce 1977 získal nizozemský fotbalový pohár. V roce 1979 získal angažmá v anglickém klubu Ipswich Town FC, kde se stal spoluhráčem Arnolda Mührena. Za jeho působení obsadil Ipswich druhé a třetí místo ve Football League First Division, hrál semifinále FA Cupu a vyhrál Pohár UEFA 1980/81 (Thijssen vstřelil dvě branky ve finálovém dvojzápase proti AZ Alkmaar). V roce 1981 Thijssen jako první Nizozemec v historii získal cenu Hráč roku dle FWA. Pak působil v Nottingham Forest FC a v kanadském Vancouver Whitecaps, kde byl dvakrát vybrán do nejlepší jedenáctky North American Soccer League. Roku 1984 se vrátil do vlasti, hrál za Fortunu Sittard, FC Groningen a Vitesse Arnhem, jemuž pomohl k návratu do nejvyšší soutěže a premiérové účasti v evropských pohárech. Kariéru ukončil v roce 1991.

## Reprezentační kariéra
Za nizozemskou fotbalovou reprezentaci odehrál v letech 1975 až 1981 čtrnáct zápasů. Vstřelil tři branky, skóroval v rozhodujícím kvalifikačním utkání v Lipsku, kde Nizozemci otočili proti NDR ze stavu 0:2 na 3:2. Zúčastnil se mistrovství Evropy ve fotbale 1980 v Itálii, kde nastoupil ve dvou zápasech.

## Trenérská kariéra
Jako trenér vedl Vitesse, Malmö FF, De Graafschap, Fortunu Sittard a Brisbane Roar FC, byl také asistentem a trenérem mládeže v katarském al-Wakrah SC.

## Ocenění
V roce 2020 byl zvolen nejlepším gelderlandským fotbalistou historie.